# Şahin Aygüneş
Şahin Aygüneş (Ansbach, 1º ottobre 1990) è un calciatore tedesco naturalizzato turco, attaccante del Türkspor Mannheim.

## Carriera

### Club
Inizia la carriera nel 2008, nel Karlsruhe, dove rimane una stagione, con 5 presenze.
Nell'estate del 2009 ha firmato un contratto di 5 anni con il Kasımpaşa.

### Nazionale
Ha la doppia nazionalità (turca e tedesca), ma ha deciso di giocare per la prima. Ha giocato per l'Under-17, Under-18 e Under-21.